# Alberto Barros
Alberto Antonio Barros Caraballo (Barranquilla, 30 de noviembre de 1957) es un productor musical, compositor, arreglista, trombonista y vocalista colombiano. Es apodado "El Titán de la Salsa" siendo el compositor de legendarias canciones y también siendo un representante de la riqueza musical de su país, a través de los tributos a la Salsa Colombiana y la Cumbia de Colombia.

## Biografía
Alberto Barros, conocido como “El Titán de la Salsa”, es uno de los artistas más representativos de la música Colombiana a nivel internacional. Tiene una amplia trayectoria como  productor musical, compositor, arreglista, trombonista y cantante. 
Nació el 30 de noviembre en Barranquilla, Colombia. Creció en una familia amante de la música y desde muy niño desarrolló su gran talento musical guiado por su padre, el famoso compositor colombiano José Benito Barros.  
Con tan solo 14 años comenzó sus estudios de música en el conservatorio de la Universidad del Atlántico, posteriormente viajó a la Medellín para desarrollar sus estudios de armonía y orquestación.
Inició como músico profesional tocando el trombón de varas, el bajo y haciendo arreglos para varias orquestas de Colombia tales como:  Fruko y sus Tesos, Joe Arroyo, Pacho Galán, Adolfo Echeverría, entre otros, incluyendo su trabajo como Director y arreglista del Grupo Niche por 14 años.
En el año 1982, Barros fundó su propia orquesta llamada “Los Titanes”, logrando ganar el Congo de Oro en el Festival de Orquestas del Carnaval de Barranquilla con el éxito "La Palomita" y al cual le siguieron muchos más, tales como "Sobredosis de amor", "Por Retenerte" y "En Trance". 
En varias ocasiones Alberto Barros fue llamado a dirigir orquestas y artistas de talla internacional como Celia Cruz, Óscar d' León, Héctor Lavoe, Andy Montañez, Pete "El Conde" Rodríguez.
En el año 2017 el productor, arreglista compositor, trombonista y cantante colombiano Alberto Barros es nominado a la 18a. Entrega del Latín Grammy Awards como "Mejor álbum de salsa" por su producción: Tributo a la Salsa Colombiana 7.
Anteriormente, Barros había sido nominado siete veces al máximo galardón de la música, la estatuilla del “Grammy Latino” por participación, y ha ganado tres de ellas como productor musical asociado en la categoría de “Mejor álbum tropical” con la producción de “Valió La Pena” de Marc Anthony en el año 2005, como trombonista en las producciones de Bobby Cruz en 2007 y de igual forma con el cantante Luis Enrique en el año 2009.
Alberto Barros, el compositor ha sabido enamorarnos y conmovernos las fibras del alma con sus grandes éxitos como: Sobredosis de amor, Basto una mirada, Zodiaco, no me vuelvo a enamorar, En trance (Los Titanes), No me hagas más daño (Caramelo Caliente), Me fallaste (Grupo Manna), Pensándote (Los Titanes), Tentación (Sonora dinamita), Como se menea (Checo Acosta) No aparentes lo que no sientes (Mauricio Silva), entre otras. 
Como productor y arreglista ha logrado éxitos como: Valió la pena, Ahora quién de Marc Anthony, Sobre las olas (The Latin Brothers), Tan buena (Son de Cali), Mi vecina (Grupo Galé), Han cogido la cosa, La negra no quiere, Ganas, Duele más, Un alto en el camino (Grupo Niche), Escándalo (Sonora Dinamita), Por retenerte (Los Titanes), Margarita (Grupo Star), Así te quiero yo (Gran Banda Caleña) y muchas más. 
Alberto Barros ha grabado siete producciones de los Tributos a la Salsa Colombiana y cuatro Tributos a la Cumbia Colombia.